# Giovanni Casola
Giovanni Casola (Sorrento, 28 aprile 1927 – Sorrento, 10 gennaio 2013) è stato un politico italiano.

## Biografia
Giornalista, impegnato in politica con il Partito Democratico Italiano di Unità Monarchica, venne eletto  deputato alle elezioni politiche del 1968, rimanendo in carica nella V legislatura, fino al 1972.
Proseguì la propria attività politica sul piano locale a Sorrento, dove coprì i ruoli anche di assessore e vicesindaco; rimase in carica come consigliere comunale fino al 1990.
Morì il 10 gennaio 2013 all'età di 85 anni.